# Veľká Franková
Veľká Franková (allemand : Großfrankenau ) est un village de Slovaquie situé dans la région de Prešov.

## Histoire
Première mention écrite du village en 1296.

## Démographie

### Évolution de la population
| Année:               | 1994. | 2004.   | 2014.   | 2024.   |
| -------------------- | ----- | ------- | ------- | ------- |
| Nombre de personnes: | 354   | 378     | 351     | 333     |
| Différence:          |       | +6,77 % | -7,14 % | -5,12 % |

| Année:               | 2023. | 2024.   |
| -------------------- | ----- | ------- |
| Nombre de personnes: | 335   | 333     |
| Différence:          |       | -0,59 % |